# Bernshausen (Bad Laasphe)
Bernshausen (mundartlich Beandshause) ist ein Stadtteil von Bad Laasphe im nordrhein-westfälischen Kreis Siegen-Wittgenstein.

## Geographische Lage
Bernshausen liegt östlich vom Hauptkamm des Rothaargebirges im Wittgensteiner Land etwa 21 km östlich von Siegen, 18 km nördlich von Dillenburg, 7 km südwestlich von Bad Laasphe und 3 km (jeweils Luftlinie) südwestlich von dessen Ortsteil Banfe. Im  Naturpark Sauerland-Rothaargebirge auf Höhen zwischen 420 und 460 m ü. NHN gelegen wird es südlich vom Banfe-Zufluss Bernshäuser Bach (Bernshäuser Wasser) passiert. Nach Südwesten steigt die Landschaft zum 694,1 m hohen Kompass an, dem höchsten Berg im Bad Laaspher Stadtgebiet. In der Umgebung entspringen nahe beieinander die Flüsse Eder, Lahn und Sieg, wobei die Lahn im quellnahen Oberlaufbereich von der im nördlichen Nachbartal der Ortschaft fließenden Ilse gespeist wird.

## Geschichte
In einer Urkunde Reinhards von Feudingen von 1237 findet die erste Nennung von Bernshausen als Familien- und Ortsname statt: Konrad von Berntzhaußen. Am 6. April 1313 verzichteten die Ritter von Bicken auf den Zehnten zu Bernshausen. Ab 1363 gehört der Ort zur Zeche Banfe und ab 1578 zur Schulzerei Banfe. Die später selbständige Gemeinde im Amt Laasphe wurde durch die Gemeindereform vom 1. Januar 1975 zu einem Bestandteil der neu gebildeten Stadt Laasphe.

## Wirtschaft und Tourismus
Obwohl Bernshausen immer noch in einer landwirtschaftlich geprägten Region des Rothaargebirges liegt, gibt es kaum noch Haupterwerbsbetriebe in der Land- und Forstwirtschaft. Außer einem Freizeitheim des Blauen Kreuzes befinden sich keine weiteren Gaststätten oder Unterkunftsmöglichkeiten im Dorf.

## Verkehr
Bernshausen liegt an der knapp 2 km langen und im Dorf endenden Kreisstraße 38, die von der von Bad Laasphe an der Bundesstraße 62 erst westwärts nach Banfe und dann südwärts nach Fischelbach führenden Landesstraße 718 nach Westen abzweigt. Südöstlich von Fischelbach geht die Landesstraße in die nach Dietzhölztal führende Straße über (erst L 3044 und dann L 3043 in Hessen); dort besteht über die Bundesstraße 253 Anbindung nach Dillenburg. Die nächstgelegenen Autobahnauffahrten befinden sich im Westen bei und in Siegen, im Südwesten bei Wilnsdorf und im Süden bei Dillenburg – jeweils an der Bundesautobahn 45 (Sauerlandlinie).
In Bernshausen gibt es eine Bushaltestelle der Verkehrsgemeinschaft Westfalen-Süd. Die nächsten Regionalbahnhöfe befinden sich in Bad Laasphe, Herborn, Dillenburg und Siegen.